# AC Milán 2020/2021
Tento článek se podrobně zabývá událostmi ve fotbalovém klubu AC Milán v sezoně 2020/2021 a jeho působení v nejvyšší lize, domácího poháru a v Evropské lize.

## Realizační tým
| Post                      | Jméno                                                              |
| ------------------------- | ------------------------------------------------------------------ |
| Hlavní trenér             | Stefano Pioli                                                      |
| Asistent trenéra          | Giacomo Murelli                                                    |
| Trenér brankářů           | Dida, Emiliano Betti                                               |
| Vedoucí mužstva           | Andrea Romeo                                                       |
| Sportovní trenéři         | Luca Monguzzi, Matteo Osti, Roberto Peressutti, Marco Vago         |
| Techničtí spolupracovníci | Daniele Bonera, Davide Lucarelli, Gianmarco Pioli, Luciano Vulcano |
| Klubové vedení            |                                                                    |
| Prezident klubu           | Paolo Scaroni                                                      |
| Generální ředitel         | Ivan Gazidis                                                       |
| Technický ředitel         | Paolo Maldini                                                      |
| Sportovní ředitel         | Frederic Massara                                                   |
| Velvyslanec klubu         | Franco Baresi                                                      |

## Soupiska
Aktuální k datu 30. června 2021.
| Číslo | Pozice | Nár.                | Hráč                 | Datum narození a věk       | Od roku | Předchozí angažmá | Poznámka       |
| ----- | ------ | ------------------- | -------------------- | -------------------------- | ------- | ----------------- | -------------- |
| 1     | B      | Rumunsko            | Ciprian Tătărușanu   | 9. února 1986 (39 let)     | 2020    | Lyon              |                |
| 2     | O      | Itálie              | Davide Calabria      | 6. prosince 1996 (28 let)  | 2014    | Juniorka          |                |
| 4     | Z      | Alžírsko            | Ismaël Bennacer      | 1. prosince 1997 (27 let)  | 2019    | Empoli            |                |
| 5     | O      | Portugalsko         | Diogo Dalot          | 18. března 1999 (26 let)   | 2020    | Manchester United |                |
| 7     | Ú      | Španělsko           | Samu Castillejo      | 18. ledna 1995 (30 let)    | 2018    | Villarreal        |                |
| 8     | Z      | Itálie              | Sandro Tonali        | 8. května 2000 (24 let)    | 2020    | Brescia           |                |
| 9     | Ú      | Chorvatsko          | Mario Mandžukić      | 21. května 1986 (38 let)   | 2021    | Al-Duhail         | přišel v lednu |
| 10    | Z      | Turecko             | Hakan Çalhanoğlu     | 8. února 1994 (31 let)     | 2017    | Leverkusen        |                |
| 11    | Ú      | Švédsko             | Zlatan Ibrahimović   | 3. října 1981 (43 let)     | 2019    | Los Angeles       |                |
| 12    | Ú      | Chorvatsko          | Ante Rebić           | 21. září 1993 (31 let)     | 2019    | Frankfurt         |                |
| 13    | O      | Itálie              | Alessio Romagnoli    | 12. ledna 1995 (30 let)    | 2015    | Řím               | Kapitán        |
| 14    | O      | Itálie              | Andrea Conti         | 2. března 1994 (31 let)    | 2017    | Atalanta          | odešel v lednu |
| 15    | Ú      | Norsko              | Jens Petter Hauge    | 12. října 1999 (25 let)    | 2020    | FK Bodø/Glimt     |                |
| 17    | Ú      | Portugalsko         | Rafael Leão          | 10. června 1999 (25 let)   | 2019    | Lille             |                |
| 18    | Z      | Francie             | Soualiho Meïté       | 17. března 1994 (31 let)   | 2021    | Turín             | přišel v lednu |
| 19    | O      | Francie             | Theo Hernández       | 6. října 1997 (27 let)     | 2019    | Real Madrid       |                |
| 20    | O      | Francie             | Pierre Kalulu        | 5. června 2000 (24 let)    | 2020    | Lyon              |                |
| 21    | Ú      | Španělsko           | Brahim Díaz          | 3. srpna 1999 (25 let)     | 2020    | Real              |                |
| 22    | O      | Argentina           | Mateo Musacchio      | 26. srpna 1990 (34 let)    | 2017    | Villarreal        | odešel v lednu |
| 23    | O      | Anglie              | Fikayo Tomori        | 19. prosince 1997 (27 let) | 2021    | Chelsea           | přišel v lednu |
| 24    | O      | Dánsko              | Simon Kjær           | 26. března 1989 (35 let)   | 2019    | Sevilla           |                |
| 27    | Ú      | Itálie              | Daniel Maldini       | 11. října 2001 (23 let)    | 2019    | Juniorka          |                |
| 29    | Ú      | Itálie              | Lorenzo Colombo      | 8. března 2002 (23 let)    | 2019    | Juniorka          | odešel v lednu |
| 33    | Z      | Bosna a Hercegovina | Rade Krunić          | 7. října 1993 (31 let)     | 2019    | Empoli            |                |
| 43    | O      | Brazílie            | Léo Duarte           | 17. července 1996 (28 let) | 2019    | Flamengo          | odešel v lednu |
| 46    | O      | Itálie              | Matteo Gabbia        | 21. října 1999 (25 let)    | 2019    | Juniorka          |                |
| 56    | O      | Belgie              | Alexis Saelemaekers  | 27. června 1999 (25 let)   | 2019    | Anderlecht        |                |
| 79    | Z      | Pobřeží slonoviny   | Franck Kessié        | 19. prosince 1996 (28 let) | 2017    | Atalanta          |                |
| 90    | B      | Itálie              | Antonio Donnarumma   | 7. července 1990 (34 let)  | 2017    | Tripolis          |                |
| 92    | Z      | Itálie              | Giacomo Olzer        | 14. dubna 2001 (23 let)    | 2020    | Juniorka          |                |
| 99    | B      | Itálie              | Gianluigi Donnarumma | 25. února 1999 (26 let)    | 2015    | Juniorka          |                |

### Změny v kádru v letním přestupovém období 2020[8]
| Přišli do týmu | Přišli do týmu | Přišli do týmu      | Přišli do týmu | Přišli do týmu      | Přišli do týmu     | Přišli do týmu | Odešli z týmu | Odešli z týmu       | Odešli z týmu       | Odešli z týmu | Odešli z týmu       | Odešli z týmu   | Odešli z týmu |
| Pozice         | Nár.           | Hráč                | Věk            | Odkud přišel        | Typ                | Cena           | Pozice        | Nár.                | Hráč                | Věk           | Kam odešel          | Typ             | Cena          |
| B              | Rumunsko       | Ciprian Tătărușanu  | 34             | Olympique Lyon      | přestup            | 0,5 mil. Euro  | B             | Itálie              | Alessandro Plizzari | 20            | Reggina 1914        | hostování       |               |
| B              | Itálie         | Alessandro Plizzari | 20             | AS Livorno Calcio   | návrat z hostování |                | B             | Španělsko           | Pepe Reina          | 38            | SS Lazio            | přestup         | zadarmo       |
| B              | Španělsko      | Pepe Reina          | 37             | Aston Villa FC      | návrat z hostování |                | B             | Bosna a Hercegovina | Asmir Begović       | 33            | AFC Bournemouth     | konec hostování |               |
| O              | Dánsko         | Simon Kjær          | 33             | Sevilla FC          | přestup            | 3,5 mil. Euro  | O             | Švýcarsko           | Ricardo Rodríguez   | 28            | Turín FC            | přestup         | 3 mil. Euro   |
| O              | Francie        | Pierre Kalulu       | 20             | Olympique Lyon      | přestup            | 0,48 mil. Euro | Z             | Argentina           | Lucas Biglia        | 34            | Fatih Karagümrük SK | přestup         | zadarmo       |
| O              | Portugalsko    | Diogo Dalot         | 21             | Manchester United   | hostování          |                | Z             | Itálie              | Giacomo Bonaventura | 31            | ACF Fiorentina      | přestup         | zadarmo       |
| O              | Švýcarsko      | Ricardo Rodríguez   | 27             | PSV Eindhoven       | návrat z hostování |                | Z             | Brazílie            | Lucas Paquetá       | 23            | Olympique Lyon      | přestup         | 20 mil. Euro  |
| Z              | Itálie         | Sandro Tonali       | 20             | Brescia Calcio      | hostování s opcí   | 10 mil. Euro   | Z             | Uruguay             | Diego Laxalt        | 27            | Celtic FC           | hostování       |               |
| Z              | Belgie         | Alexis Saelemaekers | 21             | RSC Anderlecht      | využitá opce       | 3,5 mil. Euro  | Z             | Chorvatsko          | Alen Halilović      | 24            | konec smlouvy       |                 |               |
| Z              | Chorvatsko     | Alen Halilović      | 24             | SC Heerenveen       | návrat z hostování |                | Ú             | Portugalsko         | André Silva         | 24            | Eintracht Frankfurt | využitá opce    | za hráče      |
| Z              | Španělsko      | Brahim Díaz         | 21             | Real Madrid         | hostování          |                | Ú             | Španělsko           | Suso                | 26            | Sevilla FC          | využitá opce    | 21 mil. Euro  |
| Ú              | Norsko         | Jens Petter Hauge   | 20             | FK Bodø/Glimt       | přestup            | 5 mil. Euro    |               |                     |                     |               |                     |                 |               |
| Ú              | Chorvatsko     | Ante Rebić          | 26             | Eintracht Frankfurt | využitá opce       | za hráče       |               |                     |                     |               |                     |                 |               |

### Změny v kádru v zimním přestupovém období 2021[9]
| Přišli do týmu | Přišli do týmu | Přišli do týmu  | Přišli do týmu | Přišli do týmu | Přišli do týmu   | Přišli do týmu | Odešli z týmu | Odešli z týmu | Odešli z týmu   | Odešli z týmu | Odešli z týmu          | Odešli z týmu    | Odešli z týmu |
| Pozice         | Nár.           | Hráč            | Věk            | Odkud přišel   | Typ              | Cena           | Pozice        | Nár.          | Hráč            | Věk           | Kam odešel             | Typ              | Cena          |
| O              | Anglie         | Fikayo Tomori   | 23             | Chelsea FC     | hostování s opcí |                | O             | Argentina     | Mateo Musacchio | 30            | SS Lazio               | přestup          | zadarmo       |
| Z              | Francie        | Soualiho Meïté  | 26             | Turín FC       | hostování s opcí | 0,5 mil. Euro  | O             | Brazílie      | Léo Duarte      | 24            | İstanbul Başakşehir FK | hostování s opcí |               |
| Ú              | Chorvatsko     | Mario Mandžukić | 34             | Al-Duhail SC   | konec smlouvy    | zadarmo        | O             | Itálie        | Andrea Conti    | 26            | Parma Calcio 1913      | hostování s opcí |               |
|                |                |                 |                |                |                  |                | Ú             | Itálie        | Lorenzo Colombo | 18            | US Cremonese           | hostování        |               |

## Zápasy v sezoně 2020/2021

### Serie A (Italská liga)
|              | ATA | BEN | BOL | CAL | CRO | FIO | JAN | INT | JUV | LAZ | NEA | PAR | ŘÍM | SAM | SAS | SPE | TUR | UDI | VER |
| ------------ | --- | --- | --- | --- | --- | --- | --- | --- | --- | --- | --- | --- | --- | --- | --- | --- | --- | --- | --- |
| Utkání doma  | 0:3 | 2:0 | 2:0 | 0:0 | 4:0 | 2:0 | 2:1 | 0:3 | 1:3 | 3:2 | 0:1 | 2:2 | 3:3 | 1:1 | 1:2 | 3:0 | 2:0 | 1:1 | 2:2 |
| Utkání venku | 2:0 | 2:0 | 2:1 | 2:0 | 2:0 | 3:2 | 2:2 | 2:1 | 3:0 | 0:3 | 3:1 | 3:1 | 2:1 | 2:1 | 2:1 | 0:2 | 7:0 | 2:1 | 2:0 |

Tabulka
| Poř. | Tým                | Z  | V  | R  | P  | VG | OG | B  |
| ---- | ------------------ | -- | -- | -- | -- | -- | -- | -- |
| 1.   | FC Inter Milán     | 38 | 28 | 7  | 3  | 89 | 35 | 91 |
| 2.   | AC Milán           | 38 | 24 | 7  | 7  | 74 | 41 | 79 |
| 3.   | Atalanta BC        | 38 | 23 | 9  | 6  | 90 | 47 | 78 |
| 4.   | Juventus FC        | 38 | 23 | 9  | 6  | 77 | 38 | 78 |
| 5.   | SSC Neapol         | 38 | 24 | 5  | 9  | 86 | 41 | 77 |
| 6.   | SS Lazio           | 38 | 21 | 5  | 12 | 61 | 55 | 68 |
| 7.   | AS Řím             | 38 | 18 | 8  | 12 | 68 | 58 | 62 |
| 8.   | US Sassuolo Calcio | 38 | 17 | 11 | 10 | 64 | 56 | 62 |
| 9.   | UC Sampdoria       | 38 | 15 | 7  | 16 | 52 | 54 | 52 |
| 10.  | Hellas Verona FC   | 38 | 11 | 12 | 15 | 46 | 48 | 45 |

Poznámky
- Z = Odehrané zápasy; V = Vítězství; R = Remízy; P = Prohry; VG = Vstřelené góly; OG = Obdržené góly; B = Body

|  | Mistr ligy a přímý postup do Ligy mistrů 2021/2022 |
|  | Přímý postup do Ligy mistrů 2021/2022              |
|  | Přímý postup do Evropské ligy UEFA 2021/2022       |
|  | Postup do předkola Evropské ligy UEFA 2021/2022    |

### Coppa Italia (Italský pohár)
| Osmifinále 12. ledna 2021 | AC Milán | 0 – 0 (5:4 na penalty) | Turín FC | Stadio Giuseppe Meazza, Milán    |  |  |
| 20:45 SELČ                |          | Report                 |          | Diváci: 0 Rozhodčí: Paolo Valeri |  |  |
|                           |          |                        |          |                                  |  |  |

| Čtvrtfinále 26. ledna 2021 | FC Inter Milán                                   | 2 – 1  | AC Milán               | Stadio Giuseppe Meazza, Milán    |  |  |
| 20:45 SELČ                 | Romelu Lukaku 71 (pen.)' Christian Eriksen 90+7' | Report | 31' Zlatan Ibrahimović | Diváci: 0 Rozhodčí: Paolo Valeri |  |  |
|                            |                                                  |        |                        |                                  |  |  |

### Evropská liga UEFA

#### Předkola
| 2 předkolo 17. září 2020 | Shamrock Rovers FC | 0 – 2  | AC Milán                                    | Tallaght Stadium, Dublin                 |  |
| 20:00 SELČ |                    | Report | 23' Zlatan Ibrahimović 67' Hakan Çalhanoğlu | Diváci: bez diváků Rozhodčí: Adam Farkas |  |
| Poznámky: Sestava: Donnarumma (K) – Theo Hernandez, Gabbia, Kjaer, Calabria – Kessié, Bennacer (83. Tonali) – Saelemaekers (74. Krunič), Calhanoglu (83. Díaz), Castillejo – Ibrahimovič |                    |        |                                             |                                          |  |

| 3 předkolo 24. září 2020 | AC Milán                                      | 3 – 2  | FK Bodø/Glimt                           | Stadio Giuseppe Meazza, Milán           |  |
| 20:30 SELČ | Hakan Çalhanoğlu 16', 50' Lorenzo Colombo 32' | Report | 15' Kasper Junker 55' Jens Petter Hauge | Diváci: bez diváků Rozhodčí: Fran Jović |  |
| Poznámky: Sestava: Donnarumma (K) – Theo Hernandez, Gabbia, Kjaer, Calabria – Kessié, Bennacer (80. Tonali) – Saelemaekers, Calhanoglu, Castillejo – Colombo (57. Maldini) |                                               |        |                                         |                                         |  |

| 4 předkolo 1. října 2020 | Rio Ave FC                             | 2 – 2 (8:9 na penalty) | AC Milán                                               | Estádio do Rio Ave FC, Rio Ave                 |  |
| 21:00 SELČ | Francisco Geraldes 72' Gelson Dala 91' | Report                 | 51' Alexis Saelemaekers 120+2 (pen.)' Hakan Çalhanoğlu | Diváci: bez diváků Rozhodčí: Jesús Gil Manzano |  |
| Poznámky: Sestava: Donnarumma (K) – Theo Hernandez, Gabbia, Kjaer, Calabria – Kessié (106. Tonali), Bennacer – Saelemaekers (95. Colombo), Calhanoglu, Castllejo (46. Díaz) – Maldini (67. Leao) |                                        |                        |                                                        |                                                |  |

#### Základní skupina
| Základní skupina H: 1. zápas 22. října 2020 | Celtic FC               | 1 – 3  | AC Milán                                                | Celtic Park, Glasgow                   |  |
| 21:00 SELČ | Mohamed Elyounoussi 76' | Report | 14' Rade Krunić 42' Brahim Díaz 90+2' Jens Petter Hauge | Diváci: bez diváků Rozhodčí: Matej Jug |  |
| Poznámky: Sestava: Donnarumma – Theo Hernandez, Romagnoli (K), Kjaer, Dalot – Kessié (66. Bennacer), Tonali – Díaz (80. Hauge), Krunič, Castillejo (80. Saelemaekers) – Ibrahimovič (66. Leao) |                         |        |                                                         |                                        |  |

| Základní skupina H: 2. zápas 29. října 2020 | AC Milán                                        | 3 – 0  | AC Sparta Praha | Stadio Giuseppe Meazza, Milán              |  |
| 18:55 SELČ | Brahim Díaz 24' Rafael Leão 57' Diogo Dalot 66' | Report |                 | Diváci: bez diváků Rozhodčí: Halis Ozkahya |  |
| Poznámky: Sestava: Tatarusanu – Dalot, Romagnoli (K) (81. Duarte), Kjaer, Calabria (68. Conti) – Tonali, Bennacer (81. Kessié) – Krunič (88. Maldini), Díaz, Castillejo – Ibrahimovič (46. Leao) |                                                 |        |                 |                                            |  |

| Základní skupina H: 3. zápas 5. listopadu 2020 | AC Milán | 0 – 3  | Lille OSC                         | Stadio Giuseppe Meazza, Milán                   |  |
| 21:00 SELČ |          | Report | 22 (pen.)', 55', 58' Yusuf Yazıcı | Diváci: bez diváků Rozhodčí: Bartosz Frnakowski |  |
| Poznámky: Sestava: Donnarumma – Theo Hernadez, Romagnoli (K), Kjaer, Dalot – Kessié, Tonali (61. Bennacer) – Krunič (46. Calhanoglu), Díaz (78. Hauge), Castillejo (46. Leao) – Ibrahimovič (62. Rebič) |          |        |                                   |                                                 |  |

| Základní skupina H: 4. zápas 26. listopadu 2020 | Lille OSC          | 1 – 1  | AC Milán            | Stade Pierre-Mauroy, Villeneuve-d'Ascq    |  |
| 18:55 SELČ | Jonathan Bamba 65' | Report | 46' Samu Castillejo | Diváci: bez diváků Rozhodčí: Craig Pawson |  |
| Poznámky: Sestava: Donnarumma (K) – Theo Hernandez, Gabbia, Kjaer, Dalot – Tonali, Bennacer – Hauge (77. Krunič), Calhanoglu (61. Díaz), Castillejo – Rebič (61. Colombo) |                    |        |                     |                                           |  |

| Základní skupina H: 5. zápas 3. prosince 2020 | AC Milán                                                                       | 4 – 2  | Celtic FC                        | Stadio Giuseppe Meazza, Milán                             |  |
| 18:55 SELČ | Hakan Çalhanoğlu 24' Samu Castillejo 26' Jens Petter Hauge 50' Brahim Díaz 82' | Report | 7' Tom Rogić 14' Odsonne Édouard | Diváci: bez diváků Rozhodčí: Ricardo de Burgos Bengoetxea |  |
| Poznámky: Sestava: Donnarumma (K) – Theo Hernadez, Gabbia, Kjaer (11. Romagnoli), Dalot – Kessié (61 Bennacer), Krunič (46. Tonali) – Hauge, Calhanoglu (61. Díaz), Castillejo – Rebič (82. Colombo) |                                                                                |        |                                  |                                                           |  |

| Základní skupina H: 6. zápas 10. prosince 2020 | AC Sparta Praha | 0 – 1  | AC Milán              | Stadion Sparty na Letné, Praha              |  |
| 21:00 SELČ |                 | Report | 23' Jens Petter Hauge | Diváci: bez diváků Rozhodčí: Daniel Siebert |  |
| Poznámky: Sestava: Tatarusanu – Dalot, Kalulu, Duarte, Conti (K) – Krunič, Tonali – Hauge (89. Díaz), Maldini (78. Kessié), Castillejo – Colombo (67. Leao) |                 |        |                       |                                             |  |

Konečná tabulka skupiny H